# Білбай
«Білбай» (англ. Bealby) — роман англійського письменника Герберта Веллса. Опублікований в 1915 році.

## Сюжет
Білбай — це молодий хлопець, який однозначно визначився не приймати свою долю в житті, як слуга. Однак, незважаючи на істерику і сперечання з матір'ю, щодо свого майбутнього, він не був в змозі змінити свою долю. Він знехотя залишає свій будинок і їде до великого заміського будинку, для роботи як помічник. До будинку приїжджають гості на вік-енд для зустрічі з екцентричним лордом Чанселором. Далі трапляється пригода, яку Білбай не скоро забуде…

## Критичний огляд
Уеллс зобразив капітана Дугласа на прикладі Дж. В. Данна, аеронавігаційного інженера, з яким він подружився та заохочував його в 1902 році.
У передмові до англійського видання (випущено з американського видання), що присвячує книгу Річарду Бердону Холдейну, лорду-канцлеру Великобританії. Уеллс попередив, що «лорд-канцлер» його книги «не призначений для нього». Він був, але під час війни Веллс хотів віддати належне роботі Холдейна на посаді військового міністра з 1905 по 1912 рік.
Герберт Веллс написав Білбі, одночасно працюючи над The Research Magnificent і Boon . Він був серіалізований в Англії в Grand Magazine з серпня 1914 року по березень 1915 року, а в Сполучених Штатах у Collier's, починаючи з номера від 20 червня 1914 року.
Біограф Девід К. Сміт вважає Білбі «веселішою книгою», але «знехтуваною».  Для Майкла Шерборна Білбі, Бріджит і Дуглас представляють різні «аспекти Уеллса».